# Quercus lineata
Quercus lineata és una espècie de roure que pertany a la família de les fagàcies i està dins del subgènere Cyclobalanopsis, del gènere Quercus.

## Morfologia
Q. lineata és un arbre que pot arribar als 30 m d'alçada i el seu tronc de fins a 0,6 m de diàmetre. Té una escorça llisa i grisa, els brots joves pubescents marrons daurats, glabrescents, amb lenticel·les i els brots terminals d'ovoides a subgloboses, de 2,2,5 cm de diàmetre; estípules lineals, aguts, caducifolis, pubescents, de 10-15 mm de llargada. Les fulles 7-20 x 2-6 cm; coriàcies però primes; lanceolades a el·líptiques; àpex acuminat de 0,5-1,5 cm de llarg serrades; base aguda atenuada, de vegades asimètrica; marge sencer, pla i remotament serrat al mig apical; a dalt gairebé sense pèls; a sota densament pubescent de color marró grisós, amb pèls simples; 14-20 parells de nervis secundaris rectes, paral·lels, estretament espaiades, destacades per sota, formant un angle de 45-60° amb la nervadura central; pecíol de 1-2 cm de llarg, lleugerament tomentós, pla o rematat remotament a la part superior. Les flors floreixen entre abril a maig, els aments masculins 5-10 cm de llarg, glabrescents. Les flors masculines són solitàries o en raïms de 3, periant tomentós amb 5 o 6 lòbuls, amb 6-8 estams glabres, el gineceu és substituït per un floc de pèls rígids. Les inflorescències femenines són peludes, de 1,5-2 cm de llarg, amb 5-6 flors, llurs flors són pistil·lades amb periant pelut de 5-6 lòbuls, ovari cònic, 3 estils de 1-3 mm de llarg. Les glans són ovoides, subgloboses a cilíndriques, de 2-3 cm de llarg, 1-3 cm d'ample, tomentoses, base arrodonida, l'àpex és atenuat a arrodonit; sèssil; tancades 1/3 per cúpula; les cúpules són tomentoses, de color rogenc, lleugerament més altes que amples, amb 5-10 anells denticulats concèntrics. Les glans fructifiquen entre agost a desembre.

## Distribució
Creixen en els boscos de Java, Sumatra i Borneo occidental, a Indonèsia i a Malàisia dels 1500 fins als 2000 m.

## Taxonomia
Quercus lineata va ser descrita per Blume i publicat a Bijdragen tot de flora van Nederlandsch Indië 10: 523–524. 1825.
Etimologia
Quercus: nom genèric del llatí que designava igualment al roure i a l'alzina.
lineata: epítet